# Kris Burton
Kristopher Shaun Burton, detto Kris (Brisbane, 4 agosto 1980), è un rugbista a 15 italiano di origine australiana, fino a tutta la stagione di Pro12 2012-13 mediano d'apertura del Benetton Treviso.

## Biografia
Di madre italiana proveniente dall'Abruzzo, cresciuto nel Queensland (militò dapprima nel Wanderers RFC e a seguire nei Brisbane Tristars), Burton ebbe la sua prima esperienza italiana al Benevento a metà stagione 2004-05; poche presenze furono sufficienti per guadagnarsi la convocazione nell'Italia U-25; nella stagione successiva esordì nel Super 10 con la Leonessa, club bresciano.
Nel 2006 si trasferì in Francia all'Orléans rugby Club, squadra di Fédérale 1 (terza divisione nazionale); nonostante la militanza in una serie inferiore l'allora C.T. della Nazionale maggiore Pierre Berbizier lo convocò per i test estivi in preparazione alla Coppa del Mondo di rugby 2007, durante i quali esordì, a Montevideo, contro l'Uruguay, marcando 9 punti.
Pur non compreso nella rosa che poi prese parte alla manifestazione, ebbe l'occasione di riproporsi a livello internazionale anche con il nuovo commissario tecnico Nick Mallett: nel frattempo tornato in Italia, nei Cavalieri di Prato in serie A1, ha preso parte al tour italiano in Australasia del giugno 2009 scendendo in campo nei due test match contro Australia e Nuova Zelanda; nella stagione 2009-10 ha militato in Super 10 con I Cavalieri.
Nell'estate del 2010 fu ingaggiato dal Benetton Treviso in Celtic League; nell'aprile 2013 è stato reso noto che Burton, in scadenza di contratto con il club veneto, ha firmato un ingaggio a partire dalla stagione 2013-14 con i gallesi del Newport Gwent Dragons.
Un mese più tardi Burton ha anche annunciato il suo ritiro internazionale al fine di potersi dedicare a tempo pieno all'attività di club.